# Pluvisilva
La pluvisilva (selva lluviosa, bosque ombrófilo, bosque lluvioso, bosque húmedo), específicamente, el bosque húmedo tropical y subtropical de frondosas, es un tipo de bioma que agrupa los ecosistemas de bosque de clima tropical o subtropical húmedo y algunos climas templados, situado principalmente en la zona intertropical, y caracterizado por una formación vegetal arbórea alta y densa, de varios estratos, predominantemente perennifolia y de hoja ancha (de frondosas o latifoliado), de clima cálido (a excepción de los montanos que son fríos y templados) con variaciones térmicas de menos de 5 °C y lluvioso y nuboso durante todo o casi todo el año. 
El término selva también puede aplicarse aquí, aunque en su sentido más restrictivo. El bosque lluvioso tropical es uno de los catorce biomas en los que el Fondo Mundial para la Naturaleza (WWF) clasifica las ecorregiones terrestres.
Las selvas húmedas son también conocidas 

## Etimoloaltas o bosques tropicales
Pluvisilva viene del latín pluvii=lluvia y silva=bosque, por lo que equivale al bosque que es lluvioso todo el año y se usa también pluviisilva y pluviselva. El término selva por sí solo define bastante bien este tipo de ecosistemas en la gran mayoría de países hispanos y en el sentido más común que se le da al término, ya que selva significa "terreno muy poblado de árboles", y mientras más lluvioso es un bosque, más denso resulta. Los términos más usados para estos ecosistemas son selva lluviosa y selva húmeda, y de uso más técnico es selva ombrófila. El WWF es más específico para referirse a este bioma, denominándolo Tropical and subtropical moist broadleaf forests, que podemos traducir bosques húmedos tropicales y subtropicales de hoja ancha o de frondosas o simplemente selva tropical y subtropical.
Los términos bosque húmedo, lluvioso y ombrófilo son sinónimos que también se aplican, sin embargo pueden caer en ambigüedad si no se específica su naturaleza tropical y/o subtropical (pluvisilva) para diferenciar del bosque templado lluvioso (laurisilva). Por otro lado, hay estudios que diferencian el bosque húmedo del bosque muy húmedo y del bosque pluvial según la pluviosidad de menos a más. Los términos bosque umbroso o umbrífero aluden a la sombra que da el bosque denso, pues la selva presenta en los estratos inferiores plantas que crecen a la sombra (plantas umbrófilas), mientras los árboles de los estratos superiores dependen de la luz (fotófilos).

## Bosque húmedo tropical y subtropical de frondosas
Los bosques húmedos tropicales y subtropicales de frondosas incluyen tanto a la selva tropical como a la subtropical. El WWF las define como el bioma de la zona intertropical caracterizado por su baja variabilidad, altos niveles de lluvia (mayores a 2000 mm) y con la biodiversidad más grande del mundo, ya que la mitad de las especies de la Tierra viven en estos bosques, pudiendo encontrar en un solo kilómetro cuadrado más de 1000 especies de árboles.
Incluyen diversos tipos:

### Bosques tropicales
De la zona intertropical cálidos y húmedos, se subdividen en:
- La selva tropical o ecuatorial o bosque tropical húmedo o bosque tropical lluvioso siempreverde de tierras bajas, de hoja perenne, latitud ecuatorial, el cual recibe mucha lluvia (más de 2000 mm al año) y tiene temperaturas superiores a 24 °C durante todo el año. Estos bosques se encuentran en un cinturón alrededor del ecuador, con mayor superficie en la cuenca amazónica en América del Sur, la región del Congo en África Central, Indonesia y Nueva Guinea.

- Las selvas de inundación, que incluyen las selvas pantanosas, selvas inundables y selvas de turbera o turba.

### Bosques subtropicales
- Los bosques estacionales semiperennes o selvas semicaducas, que reciben una precipitación global alta con una temporada de verano cálida y lluviosa y una estación de invierno más fría y seca. Algunos de los árboles de estos bosques pierden parte o la totalidad de sus hojas durante la estación seca. Estos bosques se encuentran en algunas partes de América del Sur, América Central, la zona del Caribe, México, en la costa de África Occidental, en zonas del subcontinente indio y en gran parte de Indochina.

### Bosques lluviosos de montaña
Algunos de los cuales son conocidos como bosque nuboso, se encuentran en las áreas montañosas de clima menos cálido.
- Los bosques andinos y las yungas de Sudamérica, de climas templados y fríos todo el año, nimbosilvas adaptadas a las temperaturas y a las altas precipitaciones.

Los bosques húmedos tropicales y subtropicales según el sistema de clasificación de zonas de vida de Holdridge.

Las selvas húmedas tropicales y subtropicales son comunes a varias ecozonas terrestres como son la zona afrotropical (África ecuatorial), la zona indomalaya (con partes del subcontinente indio y el sudeste asiático), la zona neotropical (el norte de Sudamérica y Centroamérica), la zona australasiatica (este de Indonesia, Nueva Guinea, norte y este de Australia), y la zona de Oceanía (las islas tropicales del océano Pacífico). Alrededor de la mitad de los bosques tropicales lluviosos del mundo se encuentran en Brasil y en Perú. Las selvas tropicales cubren actualmente menos del 6 % de la superficie terrestre de la tierra. Los científicos estiman que más de la mitad de las especies de plantas y animales del mundo, viven en bosques tropicales lluviosos.
Alrededor de la mitad de todas las selvas lluviosas del mundo se encuentran en Brasil y Perú. La selva cubre unos 12,3 millones de km², menos del 6 % de la superficie terrestre emergida, pero se estima que alberga más de la mitad de la biodiversidad del planeta.

## Características

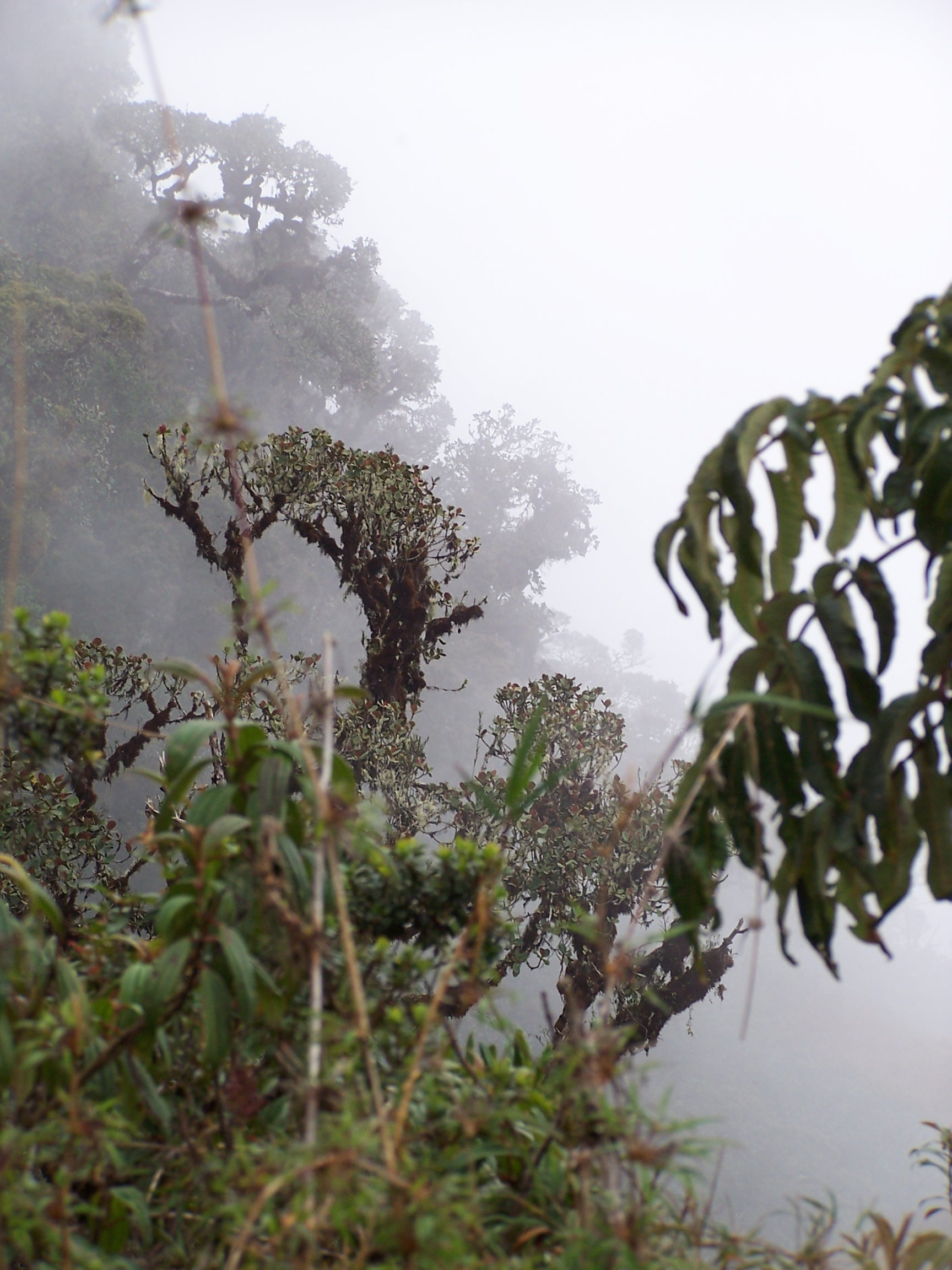
Vista de la región de los Yungas en Bolivia.

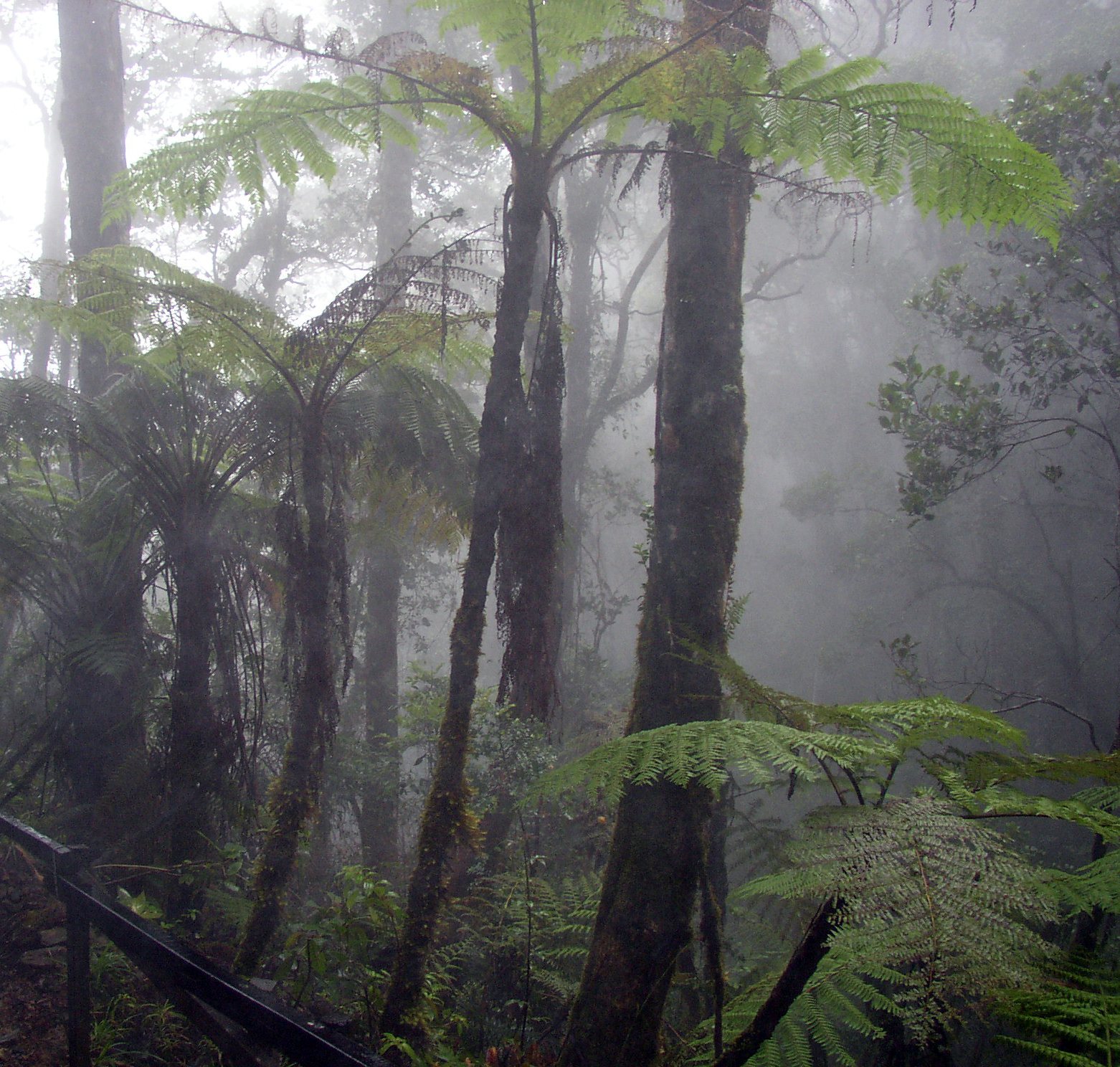
Selva nubosa del monte Kinabalu en Borneo.

Las selvas lluviosas se caracterizan por la elevada pluviosidad, por encima de entre 1700 y 2000 mm anuales según las definiciones, y siempre por encima de 100 mm mensuales a lo largo de todo el año. Generalmente, el suelo es pobre debido a que la lluvia arrastra los nutrientes solubles. Las temperaturas oscilan entre 27 y 30 °C. La humedad media del suelo alcanza el 80 %.
Las selvas albergan más de nueve décimos de todas las especies de plantas y animales del mundo. De aquí se han obtenido muchos medicamentos naturales. Y se ha estimado que aún quedan por descubrir y clasificar cientos de millones de nuevas especies de plantas, insectos y microorganismos. Se han contado hasta varios centenares de especies de árboles por hectárea, frente a un máximo de una decena en los biomas templados. Abundan las especies, géneros y familias endémicas.
Estas selvas reciben a veces el nombre de pulmones del planeta, aunque científicamente se ha demostrado que su producción neta de oxígeno es muy pequeña o nula; consumen tanto como producen.
A pesar de la exuberancia de la flora en las selvas lluviosas, la calidad del suelo suele ser pobre, sobre todo en sustratos antiguos. La rápida descomposición bacteriana impide la acumulación de humus. La concentración de óxidos de hierro y aluminio da al suelo un brillante color rojizo y a veces produce yacimientos explotables, por ejemplo de bauxita). En sustratos más jóvenes, especialmente si son de origen volcánico, los suelos tropicales pueden ser bastante fértiles; también son fértiles los de las selvas que se inundan periódicamente, gracias a los sedimentos aluviales que reciben.
Las plantas dominantes son árboles de hoja ancha (planifolios) siempreverdes, que forman un dosel sobre el suelo. Suelen ser árboles grandes, de crecimiento lento. A veces, por encima del dosel, se alzan árboles más altos, llamados emergentes. La parte superior del dosel alberga comúnmente una rica flora de epifitas, como orquídeas, bromelias, musgos y líquenes, que crecen sobre las ramas de los árboles. El sotobosque de la selva suele ser escaso debido a la ausencia de luz solar, y consiste en arbustos, hierbas, helechos, pequeños árboles y grandes plantas trepadoras leñosas. Hombres y animales pueden circular por el suelo de la selva con relativa facilidad. Cuando la selva es caducifolia o semi-caducifolia, o el dosel se ha visto alterado por alguna razón, el suelo es colonizado rápidamente por una densa y enmarañada vegetación de plantas trepadoras, arbustos y arbolitos llamada jungla.

### Árboles

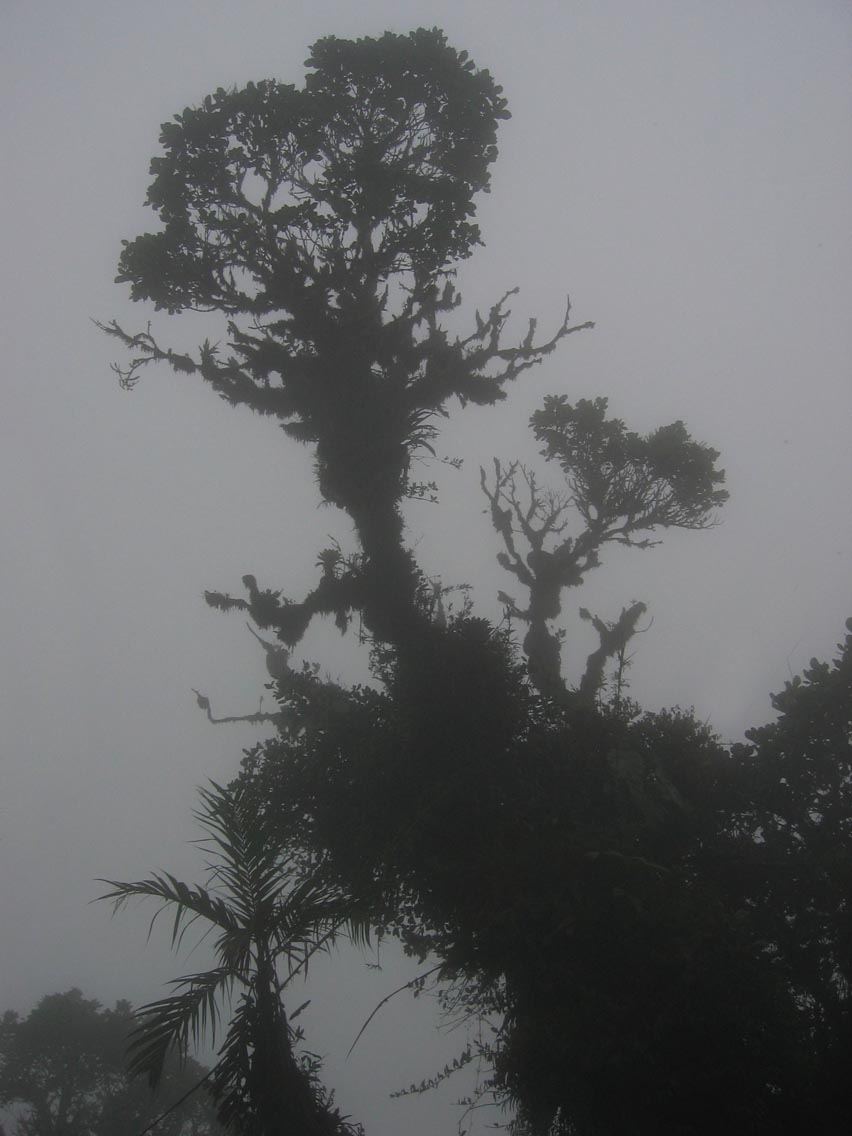
Selva panameña del Parque Internacional La Amistad.

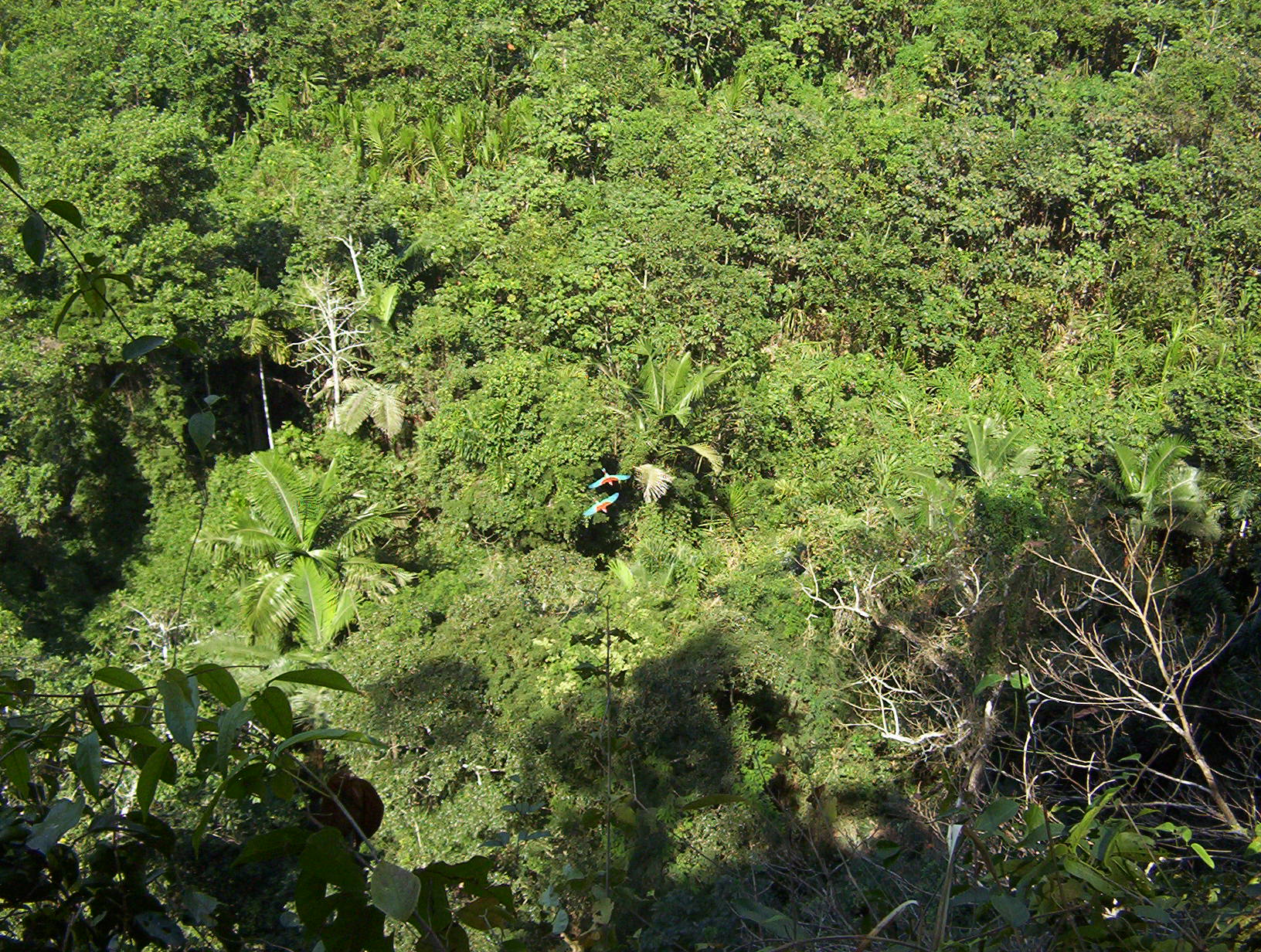
Selva lluviosa del norte de Bolivia, en el parque nacional Madidi.

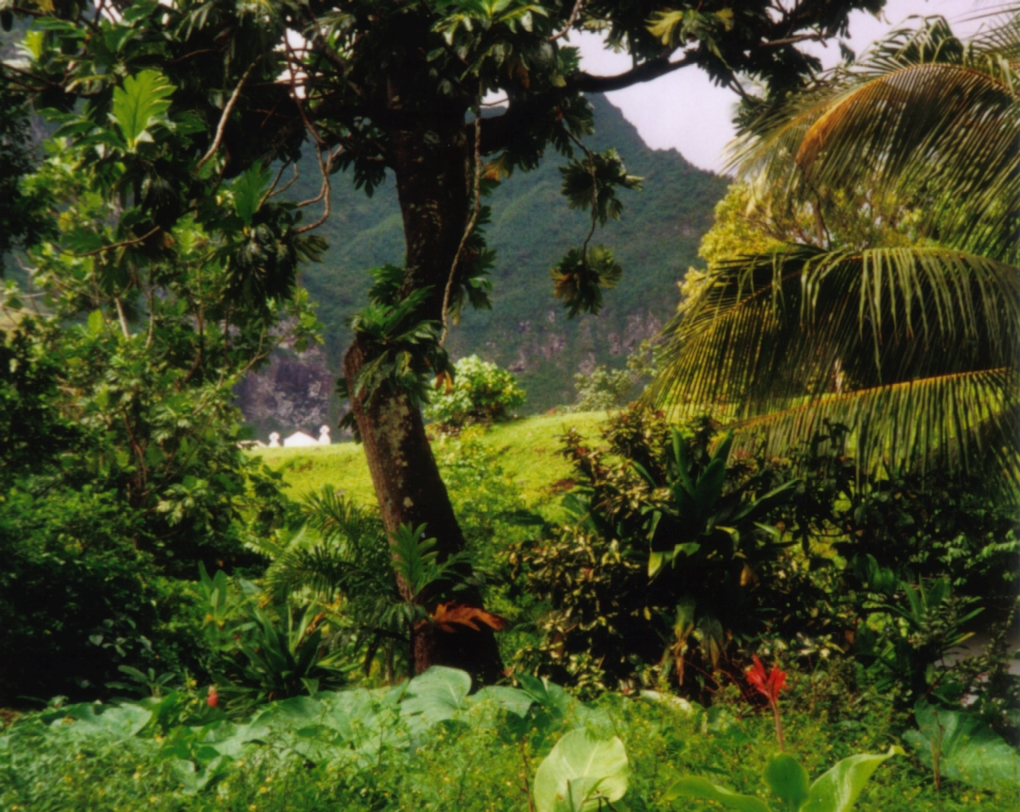
Selva en Fatu-Hiva, Islas Marquesas.

La mayoría de los árboles de las selvas lluviosas comparten ciertas características:
- Raíces aéreas leñosas.
- Hojas grandes, especialmente entre las plantas del sotobosque y en los ejemplares jóvenes de los árboles del dosel y emergentes; en estos últimos, las nuevas hojas son menores cuando alcanzan la altura del dosel. La gran superficie de las hojas ayuda a recoger la luz en el ambiente sombrío de la selva, y no está expuesta al viento que las dañaría si estuvieran en el dosel. Las hojas del sotobosque suelen tener también un canal de salida de agua en la punta para permitir la transpiración en el ambiente húmedo y para evitar la proliferación de microbios.
- Corteza muy delgada, de entre 1 y 2 mm. Suele ser muy suave, aunque a veces está cubierta de espinas.
- Caulifloria: desarrollo de flores y frutos directamente en el tronco.
- Grandes frutos carnosos, que atraen a aves, mamíferos y peces como agentes dispersivos.

### Capas de la selva
La selva se divide en cuatro capas horizontales, cada una de ellas con su flora y fauna particular.

#### Capa emergente
Está formada por los árboles emergentes, que se elevan sobre el dosel. Suelen ser árboles siempre verdes, que resisten elevadas temperaturas y fuertes vientos. Entre la fauna de esta capa destacan los monos, murciélagos, águilas y mariposas.
Son parecidos de 2 en 2 tienen de 100 a 240 pies de altura con el dosel en forma de paraguas, que crecen sobre el bosque y tienen pequeñas hojas puntiagudas, porque algunas especies pierden sus hojas durante la breve temporada seca en el bosque cercano al amazonas; estos árboles gigantescos tienen troncos rectos y lisos con pocas ramas, su sistema de raíces es muy pequeño, ellas crecen contra puesto y esa pueden extenderse hacia fuera hasta una distancia cercana a 30 pies.

#### Dosel
La mayor biodiversidad de la selva se encuentra en el dosel, una cubierta más o menos continua de follaje formada por las copas de los árboles, que se alza a una altura de entre 30 y 50 metros. Según algunas estimaciones, alberga el 40 % de todas las especies vegetales, lo que sugiere que es posible que hasta la mitad de todas las especies de la Tierra se encuentren ahí. Al menos contiene la cuarta parte de las especies de insectos.
La exploración sistemática de este hábitat empezó en los años 1980, cuando se desarrollaron métodos basados en cuerdas, grúas y aeronaves.

#### Sotobosque
El espacio entre el suelo y el dosel alberga aves, monos, serpientes, lagartos e insectos.

#### Suelo
Esta zona sólo recibe el 2 % de la luz solar. Solo pueden crecer aquí plantas especialmente adaptadas como pastos y hierbas. También contiene materia orgánica en descomposición, que desaparece rápidamente debido a las altas temperaturas y humedad.

## Amenazas
La amenaza más grave para las selvas es la intervención humana, particularmente la deforestación. La tala indiscriminada para obtener madera, pastos y terrenos agrícolas conducen al aumento de la erosión y al empobrecimiento de los suelos. Cada año se pierden 10 000 hectáreas de selva primaria. Debido a esto, las selvas umbrófilas sólo cubren en la actualidad el 6% de la superficie terrestre.